# Ko (cognome)
Ko (고?, 顧, 高?) è un cognome di lingua coreana.

## Possibili trascrizioni
Co, Gho, Go, Goh, Kho, Koh, Kor.

## Origine e diffusione
Tra i coreani con questo cognome, il clan più numeroso è il clan Jeju Go, dall'isola di Jeju; affermano di discendere da Go Eul-na, il primo sovrano del regno di Tamna, che governò Jeju fino a quando fu assorbito dalla dinastia Joseon.
Secondo il Samguk Sagi, la famiglia reale Goguryeo affermava di discendere dal mitico dio Gao Yang, che era il nipote di Huang Di della mitologia cinese, e quindi prese il cognome "Go" (高); tuttavia, questa leggenda fu screditata nei commenti (논찬; 論贊) di Kim Busik, autore del Samguk Sagi, che concluse che sia i Baekje che i Goguryeo provenivano da Buyeo.
La famiglia Go (高) con sede a Liaoyang (遼陽) è la reale di Goguryeo. Anche il clan Hoengseong Go discende dalla dinastia reale di Goguryeo e il libro genealogico del clan specifica Dongmyeong di Goguryeo come antenato diretto.
Si tratta del 23º cognome per diffusione in Corea secondo i dati del Korean National Statistics Office del 2015. Nel Paese è portato da circa 471429 persone.

## Persone
- Ko Jin-young, golfista sudcoreana
- Ko Myong-jin, calciatore sudcoreano
- Ko Un, poeta sudcoreano